# Liga Nacional de Novilladas
La Liga Nacional de Novilladas es una plataforma impulsada en 2021 por la Fundación del Toro de Lidia para la organización de novilladas en España y que consta de cinco competiciones distribuidas en cinco áreas geográficas distintas de la península ibérica.
El proyecto cuenta con la financiación de distintas administraciones públicas como la Junta de Andalucía, la Junta de Castilla y León y el gobierno de la Comunidad de Madrid.

## Proyecto
La Liga Nacional de Novilladas es un proyecto promovido por la Fundación del Toro de Lidia en colaboración con el resto de plataformas y colectivos del mundo del toro, como empresarios, toreros, banderilleros y picadores así como ganaderos de lidia. Se trata de una iniciativa que nace para revitalizar el segmento de las novilladas picadas en España siguiendo un modelo organizativo de competición territorial e interterritorial.

## Financiación
La Liga Nacional de Novilladas cuenta con una financiación mixta que procede de los fondos aportados por la Fundación del Toro de Lidia a través de la recaudación de la llamada Gira de Reconstrucción, fondos procedentes de las administraciones públicas que colaboran así como entidades privadas como la Fundación Caja Rural del Sur.
La Junta de Castilla y León colaboró con la aportación de 326.00 euros, que además de la organización de los distintos festejos incluyó la promoción y conservación de parte del patrimonio asociado a la tauromaquia en la comunidad. 172.500 euros fueron los que aportó al proyecto la Junta de Andalucía mientras que la Fundación del Toro de Lidia, por medio de los fondos recaudados durante la Gira de Reconstrucción, destinó 800.000 euros.

## Circuitos

### Circuito de Novilladas de Andalucía
El Circuito de Novilladas de Andalucía constituye el proyecto embrionario de la Liga Nacional de Novilladas, desarrollado inicialmente durante el año 2020 y donde tuvieron lugar cinco novilladas celebradas en distintos pueblos de Andalucía, donde compitieron alumnos de las escuelas de tauromaquia de cada provincia y en el que intervinieron también ganaderías procedentes de la comunidad autónoma de Andalucía. El desarrollo de este circuito contó desde sus inicios con la colaboración de la Junta de Andalucía.

### Circuito de Novilladas de Castilla y León
El Circuito de Novilladas de Castilla y León fue creado en 2020 por medio del impulso dado por la Fundación del Toro de Lidia y la Junta de Castilla y León. Este ciclo llevó consigo la realización de once festejos, nueve de los cuales fueron novilladas sin picadores y otras dos con caballos, participando en total 18 novilleros y 16 ganaderías de la región.
La segunda edición del circuito, que se desarrolló entre el 5 de junio y el 24 de julio de 2021, contó con la programación de ocho novilladas picadas y donde participaron nueve novilleros y un total de 18 ganaderías castellano-leonesas.

### Circuito de Novilladas de Madrid
El Circuito de Novilladas de Madrid surgió durante el año 2021 con la colaboración de la Fundación del Toro de Lidia y el gobierno autonómico madrileño. En este circuito, que tuvo cobertura íntegra por medio de la televisión autonómica, contó con la organización de nueve novilladas picadas donde participaron 18 ganaderías de seis encastes distintos y nueve novilleros. Los toreros participantes fueron seleccionados entre los novilleros de la propia comunidad así como tres procedentes de otros circuitos: Borja Collado, del Circuito del Mediterráneo; Alejandro Mora, del Circuito de Castilla y León; y el novillero manchego Álvaro Alarcón.

### Circuito de Novilladas del Norte
El Circuito de Novilladas del Norte fue creado en 2021 dentro del proyecto de espectáculos de la Liga Nacional de Novilladas y que consta de siete novilladas a desarrollar en distintas plazas del norte de España.

### Circuito de Novilladas del Mediterráneo
El Circuito de Novilladas del Mediterráneo fue creado en 2021 dentro del proyecto de ampliación de espectáculos previstos dentro de la Liga Nacional de Novilladas. Un planteamiento que llevó a organizar cuatro novilladas durante el cierre de la temporada. Entre las previsiones se incluyeron plazas de la Comunidad Valenciana y de las Islas Baleares.